# El Sancho, c'est le temps de mourir
Pour plus de détails, voir Fiche technique et Distribution.
El Sancho, c'est le temps de mourir (Sangue chiama sangue) est un western spaghetti italien sorti en 1968, réalisé par Luigi Capuano, sous le pseudonyme de Lewis King.

## Synopsis
Dans un village proche de la frontière entre les États-Unis et le Mexique, El Sancho et ses hommes font irruption dans un monastère. Ils tuent quelques moines qui leur résistent et dérobent un butin de valeur, dont une custode, une œuvre d'art en or et en diamants. Andrej, un cowboy solitaire, informé de la mort de son frère dans cette affaire, se met en chasse des bandits.

## Fiche technique
- Titre français : El Sancho, c'est le temps de mourir
- Titre original italien : Sangue chiama sangue
- Genre : western spaghetti
- Réalisation : Luigi Capuano (sous le pseudonyme de Lewis King)
- Scénario : Fulvio Pazziloro
- Musique : Francesco De Masi (sous le pseudo de Frank Mason)
- Production : Felice Zappulla pour Zalo Film
- Photographie : Tino Santoni
- Format d'image : 2.35:1
- Montage : Renato Scandolo
- Durée : 97 min
- Décors : Francesco Bronzi, Nicola Tamburo
- Costumes : Osanna Guardini
- Maquillage : Gloria Granati
- Pays de production :  Italie
- Année de sortie : 1968
- Langue originale : italien
- Dates de sortie en salle :
  - Italie : 6 avril 1968[1]
  - France : 9 février 1973[2]

## Distribution
- Fernando Sancho : El Sancho Rodriguez
- Stephen Forsyth : El Angel / Andrej
- Germán Cobos : père Louis Willoughby
- Antonella Judica : Carmen
- Léa Nanni : Michaela / Maryanne
- Marisa Solinas : fille au saloon
- Franco Fantasia : Capitaine Roy
- Luciano Bonanni : Dog